# Мачка и канаринац (филм из 1927)
Мачка и канаринац (енгл. The Cat and the Canary) је амерички неми хумористички хорор филм из 1927. године, немачког експресионистичког режисера Паула Ленија, заснован на истоименој представи Џона Виларда. Главне улоге у филму тумаче Лора ла Плент, Форест Стенли, Крејтон Хејл и Флора Финч. Радња се врти око окупљања рођака Сајруса Веста 20 година након његове смрти и читања његовог тестамента. Анабел Вест наслеђује богатство свог ујака, али када она и њена родбина одлуче да проведу ноћ у његовој уклетој вили, почиње да их уходи мистериозна фигура. У међувремену, лудак познат као „Мачак” побегао је из луднице и крије се у вили.
Филм припада жанру хумористичких хорор филмова, инспирисан позоришним комадима на Бродвеју из 1920-их. Ленијева адаптација Вилардове представе помешала је експресионизам са хумором, што је стил по коме је Лени био познат, а критичари су препознали као јединствен. Ленијев стил режије учинио је ово остварење утицајним у жанру филмова са „старом мрачном кућом”, популарним од 1930-их до 1950-их. Ово је био један од раних хорор филмова студија Universal и сматра се „каменом темељцем Universal-ове школе хорора”. Представа је адаптирана још пет пута, а најзапаженији је филм из 1939. у коме су глумили Боб Хоуп и Полет Годард.

## Радња
У оронулој вили са погледом на реку Хадсон, милионер Сајрус Вест се ближи смрти. Његова похлепна породица вреба око њега на њега попут „мачке око канаринца”, што га доводи до лудила. Вест наређује да његова последња воља и тестамент остану закључани у сефу и непрочитани до 20. годишњице његове смрти. Како дође заказано време, Вестов адвокат Роџер Кросби открива да се у сефу мистериозно појавио други тестамент. Други тестамент се може отворити само ако нису испуњени услови из првог тестамента. Домаћица виле, Мами Плезент, криви духа Сајруса Веста за појаву другог тестамента, што зачуђени Кросби брзо одбацује.
Како се поноћ ближи, Вестови рођаци стижу у вилу: Хари Блајт, Чарлс „Чарли” Вајлдер, Пол Џоунс, Сузан Силсби, Сесили Јанг и Анабел Вест. Богатство Сајруса Веста завештано је најдаљем роду који носи презиме „Вест”: Анабел. Тестамент, међутим, предвиђа да, како би она наследила богатство, лекар, Ајра Лазар, мора да процени да је здрава. Ако он процени да је луда, богатство ће прећи на особу која је наведена у другом тестаменту. Богатство укључује и дијаманте које је њен ујак сакрио пре много година. Анабел схвата да је сада као и њен ујак, „у кавезу окружена мачкама”.
Док се родбина припрема за вечеру, чувар упада у вилу и објављује да је одбегли лудак познат под именом „Мачак” или у кући или на земљишту. Чувар каже Сесили: „Он је манијак који мисли да је мачка, и кида своје жртве као да су канаринци!” У међувремену, Кросби сумња да би неко у породици могао да покуша да науди Анабел и одлучује да је обавести о њеном наследнику. Пре него што изговори име те особе, длакава рука са дугим ноктима излази из тајног пролаза иза полице за књиге и увлачи га унутра, ужасавајући Анабел. Када објасни шта се догодило Кросбију, родбина одмах закључује да је она луда.
Сама у соби која јој је додељена, Анабел испитује поруку која јој је достављена и која открива локацију породичних драгуља, уобличених у сложену огрлицу. Она прати упутства из белешке и убрзо открива скровиште, у тајном панелу изнад камина. Она одлази у кревет, носећи огрлицу опточену дијамантима.
Док Анабел спава, иста мистериозна рука излази из зида иза њеног кревета и скида дијаманте са њеног врата. Још једном, њен разум је доведен у питање, али док Хари и Анабел претражују собу, откривају скривени пролаз у зиду и у њему Кросбијев леш. Мами одлази да позове полицију, док Хари тражи чувара; Сузан бежи у хистерији и одвози се са млекаром. Пол и Анабел се враћају у њену собу да потраже несталу коверту и откривају да је нестао Кросбијев леш. Пол нестаје док се тајни пролаз затвара иза њега. Лутајући скривеним пролазима, Мачак напада Пола и оставља га да умре. Он долази свести на време да спасе Анабел. Полиција стиже и хапси Мачка, за кога се открива да је заправо прерушени Чарли Вајлдер; чувар је његов саучесник. Вајлдер је особа именована у другом тестаменту; он се надао да ће Анабел довести до лудила како би могао да добије наследство.

## Улоге
| Глумац             | Улога         |
| ------------------ | ------------- |
| Лора ла Плент      | Анабел Вест   |
| Крејтон Хејл       | Пол Џоунс     |
| Форест Стенли      | Чарлс Вајлдер |
| Тали Маршал        | Роџер Кросби  |
| Гертруда Астор     | Сесили Јанг   |
| Флора Финч         | Сузан Силсби  |
| Артур Едмунд Керви | Хари Блајт    |
| Марта Матокс       | Мами Плезент  |
| Џорџ Сигман        | чувар         |
| Лисјен Литлфилд    | др Ајра Лазар |
| Хал Крејг          | полицајац     |
| Били Енгл          | таксиста      |
| Џо Марфи           | млекар        |